# Geyssans
Geyssans település Franciaországban, Drôme megyében. Lakosainak száma 739 fő (2022. január 1.). Geyssans Saint-Michel-sur-Savasse, Arthémonay, Le Chalon, Châtillon-Saint-Jean, Génissieux, Peyrins és Triors községekkel határos.

## Népesség
A település népességének változása:
| Lakosok száma | 261  | 308  | 408  | 539  | 682  | 725  | 717  | 717  | 706  | 739  |
|               | 1968 | 1982 | 1990 | 2006 | 2013 | 2015 | 2017 | 2019 | 2020 | 2022 |